# بوب أش
بوب أش هو لاعب هوكي الجليد كندي، ولد في 29 سبتمبر 1943 في براندون في كندا.

## وصلات خارجية
- بوب أش على موقع EliteProspects.com (الإنجليزية)
- بوب أش على موقع HockeyDB.com (الإنجليزية)
- بوب أش على موقع Hockey-Reference.com (الإنجليزية)